# EFW N-20 Aiguillon
L' EFW N-20 Aiguillon est le premier projet d'avion de chasse à réaction étudié en Suisse. Entre 1948 et 1952 la fabrique fédérale d'avions d'Emmen développe ce projet de chasseur quadriréacteur à aile delta. 
Pour vérifier les étapes de développement, un planeur, le N-20.01, à échelle réduite et un avion d'essai à turboréacteur, également à échelle réduite et connu sous le nom d'Arbalète N-20.02 sont construits et testés en vol. 
Un prototype du N-20.10 Aiguillon est construit mais ne volera pas au-delà de quelques "sauts de puce". Un bimoteur, le N.20.20 Harpon, est également proposé mais sans succès.
L'Arbalète et l'Aiguillon sont visibles au Flieger Flab Museum.

## Conception et développement
L'avion est prévu avec quatre turboréacteurs à double flux intégrés dans les ailes. Une postcombustion est prévue dans le flux secondaire qui peut aussi être dévié à travers de larges fentes à l'intrados et l'extrados pour agir comme des volets de courbure aérodynamiques ou des inverseurs de poussée. Deux des moteurs peuvent être stoppés en vol pour augmenter l'autonomie. Il est prévu que le N-20 transporte son armement dans une soute amovible capable de transporter des canons, des roquettes ou des bombes. Un habitacle largable est prévu pour assurer la protection du pilote.

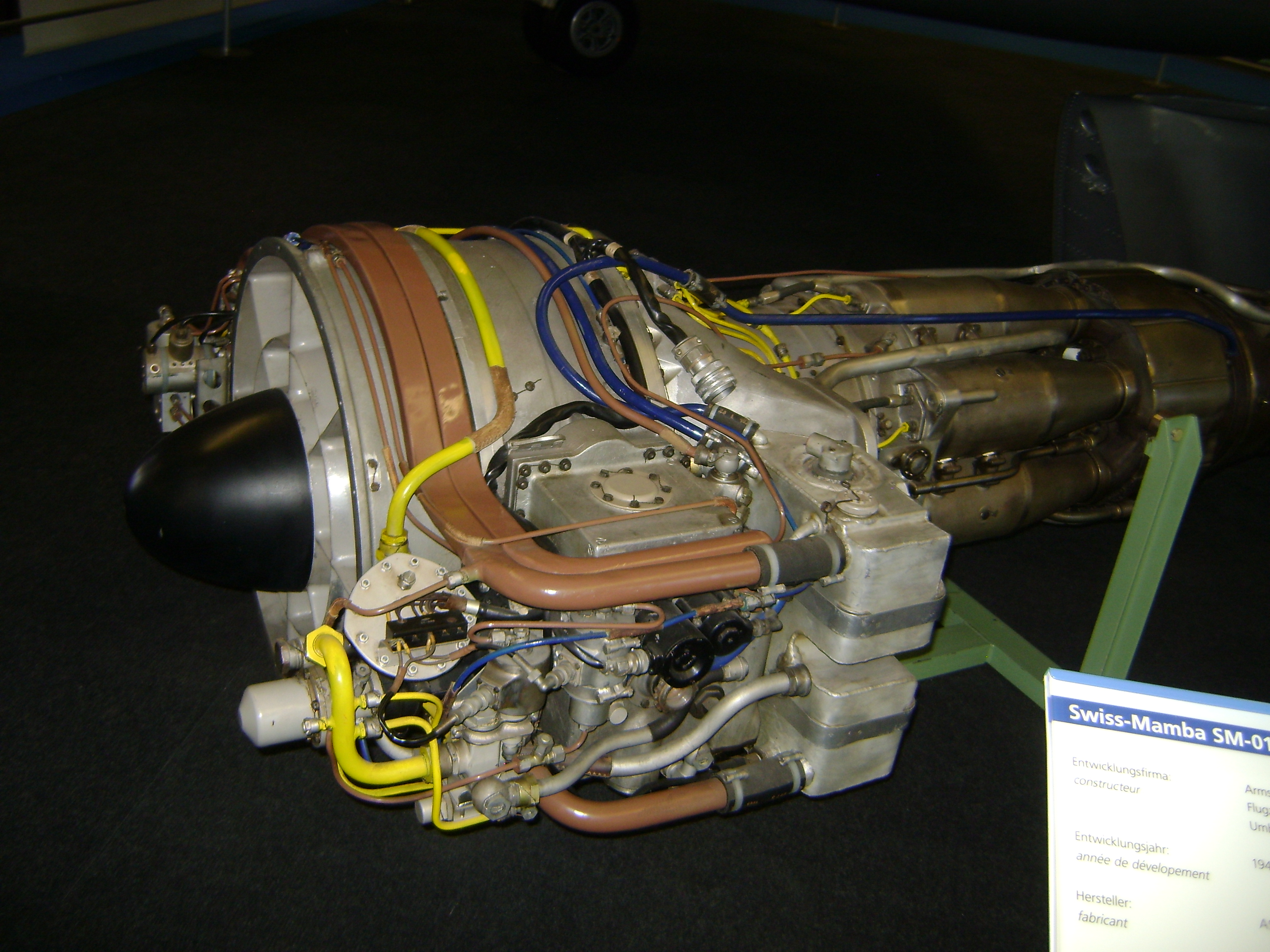
Moteur SM-1 exposé

Les moteurs de l'avion doivent être conçus et construits en Suisse par Sulzer qui n'a encore construit qu'un type de turboréacteur, le Sulzer D-45 d'une poussée de 750 kgf. Un de ces moteurs, le D-45.01 est utilisé sur un banc d'essai entre 1950 et 1951 et le deuxième moteur, le D-45.04 est utilisé jusqu'en 1955 sur un banc d'essai. Le D45.04 fait partie de l'exposition N-20 du musée de Dübendorf. Pour le développement du moteur à double flux DZ-45, Sulzer espère un contrat de développement d'une valeur de 10 millions de francs suisses mais il ne se concrétise pas.
Le turbopropulseur Armstrong Siddeley Mamba est ensuite choisi comme base pour les moteurs prototypes du N-20, le réducteur entrainant l'hélice est remplacé par un compresseur basse pression. Ce groupe motopropulseur est nommé Swiss Mamba SM-1 ; la conversion est réalisée en 1948 par EFW. Seuls six moteurs sont construits (quatre montés sur le N-20 et deux de rechange). L'un des moteurs de rechange fait aujourd'hui partie du Musée suisse des transports, au Flieger-Flab-Museum de Dübendorf. Les essais en vol du moteur ont lieu en octobre 1952 dans une portion d'aile de N-20 montée sous un De Havilland Mosquito.

### EFW N-20.01
L'industrie suisse n'a encore aucune expérience en matière d'avions à réaction et de leur aérodynamique et plusieurs modèles de soufflerie sont produits. De plus, un planeur en bois et toile à l'échelle 3/5, l' EFW N-20.01, est construit pour permettre de tester la nouvelle forme d'aile. Il est équipé d'un moteur-fusée à poudre JATO pouvant être démarré indépendamment pour atteindre l'altitude nécessaire aux tests. Le train avant provient d'un de Havilland Vampire et le train d'atterrissage principal d'un Messerschmitt Bf 109. Les trois roues sont rétractables grâce à des vérins électriques. Il vole le 17 avril 1948 et est détruit lors d'un accident à l'atterrissage le 1er juillet 1949 sur la base aérienne d'Emmen. Au moins pour un vol il est remorqué par un EFW C-3604 jusqu'à l'altitude de 7 000 m.

### EFW N-20.02 Arbalète

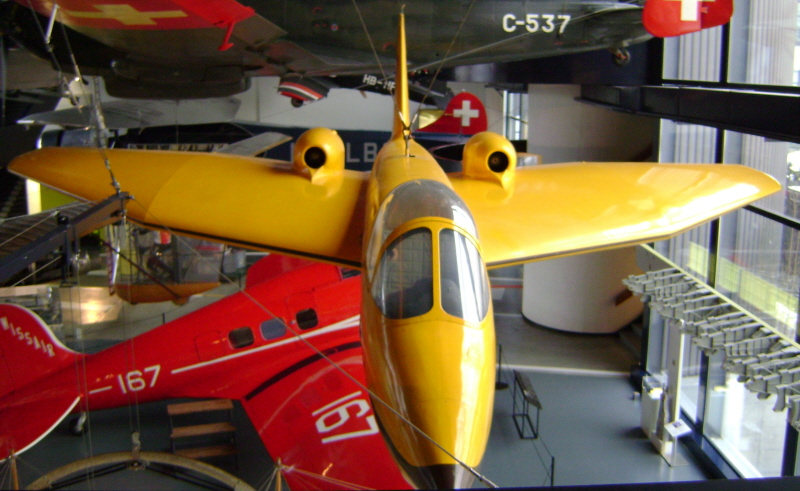
N-20.02 Arbalète en exposition

Après la validation du concept par les vols du planeur un avion d'essai motorisé de taille similaire, l' EFW N-20.02 Arbalète, propulsé par quatre moteurs Turboméca Piméné montés au-dessus et au-dessous des ailes est construit. Cet avion effectue son premier vol le 16 novembre 1951. Il démontre une bonne maniabilité et atteint une vitesse maximale de 750 km/h. 

### EFW N-20.10 Aiguillon
L'avion grandeur nature devait avoir une vitesse maximale de 1 095 km/h  mais le Mamba converti, le SM-1, testé en vol sous un de Havilland Mosquito en 1948 n’a pas généré une poussée suffisante. Cinquante trois vols de test du Mamba sont effectués mais les tests sont définitivement interrompus par la découverte que les collages du Mosquito sont en train de se désagréger. Des améliorations considérables sont appliquées pour le moteur SM-5 à double flux définitif, censé générer 1 500 kgf  de poussée. Le prototype est achevé en 1952 et, équipé de quatre moteurs SM-1, vole brièvement lors d'un essai de roulage le 8 avril 1952.

### EFW N-20.20 Harpon
Les moteurs prévus ne développant pas la puissance requise le projet N-20.20 est lancé. L'avion est similaire au N-20.10 mais possède des moteurs plus conventionnels : un turboréacteur Rolls-Royce Avon ou Armstrong Siddeley Sapphire logé dans chaque emplanture d'aile. L'aile est un peu plus fine et le train d'atterrissage principal est plus proche du fuselage car les moteurs ne sont plus à l'intérieur de l'aile. Les parlementaires suisses ayant supprimé le crédit de trois millions de Francs suisses destiné à l'achat des moteurs le N 20:20 n'est jamais terminé.